# Varijabilni troškovi
Varijabilni (promjenjivi) troškovi mijenjaju se u ukupnom iznosu razmjerno s promjenom opsega proizvodnje.
U hotelijerstvu je jedan od glavnih predstavnika varijabilnih troškova trošak materijala (namirnica i pića).
U hotelijerstvu vanjski troškovi iznose 30% do 40% ukupnih troškova.

## S obzirom na brzinu povećanja u odnosu na stupanj iskorištenosti kapaciteta:
Proporcionalno varijabilni - povećavaju se ili smanjuju proporcionalno (u istom razmjeru s povećanjem ili smanjenje iskorištenosti kapaciteta).
Progresivno varijabilni - povećavaju se brže nego što se povećava stupanj iskorištenosti kapaciteta (često povećanje iskorištenosti kapaciteta rezultira i većim škartom ili gubitcima u proizvodnji).
Degresivno varijabilni - povećavaju se sporije nego što se povećava stupanj iskorištenosti kapaciteta.